# Maria Magdalena Konarska
Maria Magdalena Konarska (ur. 22 sierpnia 1955) – polska doktor nauk biologicznych. Specjalizuje się w zagadnieniach z zakresu biochemii. Członkini Europejskiej Organizacji Biologii Molekularnej, Academia Europea, członek korespondent Polskiej Akademii Nauk. Profesor Instytutu oraz kierowniczka Laboratorium Biologii RNA w Instytucie IMol Polskiej Akademii Nauk. W latach 1989–2015 była profesorem i kierownikiem laboratorium na Uniwersytecie Rockefellera.
Rozprawę doktorską pt. „Mechanizmy ligacji RNA u eukariontów” wykonała pod kierunkiem prof. Witolda Filipowicza. Obroniła ją w 1983 r. w Instytucie Biochemii i Biofizyki PAN. Habilitację uzyskała w 2000 r. w tym samym instytucie na podstawie pracy pt. „Mechanizm splicingu jądrowych prekursorów mRNA”.
Uhonorowana licznymi wyróżnieniami, w tym Nagrodą Prezesa PAN, którą otrzymała w 1983 roku.